# أسيل مرافق الإنزيم-أ

التركيب الكيميائي العام لـ acyl-CoA ، حيث R هي سلسلة جانبية من الأحماض الدهنية

أسيل مرافق الإنزيم-أ (بالإنجليزية: Acyl-CoA) هي مجموعة من الإنزيمات المساعدة التي تستقلب الأحماض الدهنية . تتعرض Acyl-CoA لعملية أكسدة بيتا لتشكل في النهاية(أستيل كو أيه) acetyl-CoA. يدخل أستيل كو أيه في حلقة حمض السيتريك ليشكل في النهاية عدة مكافئات للأدينوزين ثلاثي الفوسفات (ATP). عبر هذا الطريق تتحول الدهون إلى (ATP)، حامل الطاقة الحيوي الأشهر.

## الوظائف

### تنشيط الأحماض الدهنية
التدرُّك التأكسدي للحموض الدسمة عملية من خطوتين، يتوسطها أنزيم أسيل كو أيه سينثتاز. في البداية، يتفاعل الحمض الدسم مع ATP ليشكل أسيل فوسفات. يتفاعل هذا المركب المتوسط بعد ذلك ليعطي أسيل كو أيه.
Fatty acid + CoA + ATP ⇌ Acyl-CoA + AMP + PPi
يتم تنشيط الأحماض الدهنية في العصارة الخلوية لكن الأكسدة تحدث في الميتوكوندريا. نظراً لغياب بروتين ناقل لمركبات CoA، يجب على مجموعة الأسيل أن تدخل إلى الميتوكوندريا عبر نظام ناقل يتضمن جزيء الكارنيتين الصغير. 
ُصنع Acyl-CoA عبر أنزيم يدعى أسيل كو أيه سينثاز. هناك ثلاث أنماط من أنزيم أسيل كو أيه سنثاز يمكنها تواسط تركيب ثلاثة أطوال مختلفة من أسيل كو أيه. على سبيل المثال، يعمل أسيل كو أيه سنثاز متوسط السلسلة على الحموض الدسمة الحاوية بين 4-11 كربون لتركيب 4-11 كربون أسيل كو أيه. في حين يُستخدم نمط مختلفة من أسيل كو أيه سينثاز للحموض الدسمة الحاوية بين 11-20 كربون لينتج 11-20 أسيل كو أيه. تفاعل صنع الأسيل كو أيه مُحبّذ من الناحية الديناميكية الحرارية لأن ATP  يصبح ATP  وهو تفاعل من خطوتين وهذا الأمر عفوي. هناك أيضاً أنزيم يدعى أسيل كو أيه ثيوستيراز ويعاكس هذا الأنزيم عمل أسيل كو أيه سينثاز. يفكك هذا الأنزيم الأسيل كو أيه ليشكّل حمضاً دسماً وكو أنزيم أيه، أو بتعبير آخر يعطّل الحمض الدسم بتحطيم أسيل كو أيه.

## الأهمية السريرية
عضلة القلب تستقلب الدهون في المقام الأول من أجل الطاقة وقد تم تحديد استقلاب Acyl-CoA  كجزء مهم في المرحلة المبكرة من قصور ضخ عضلة القلب.
يرتبط محتوى acyl-CoA الخلوي بمقاومة الأنسولين ، واقترح أنه يمكن أن يتوسط السمية الدهنية في الأنسجة غير الدهنية.  أسيل كو أيه: يلعب diacyglycerol acyltransferase(DGAT) دوراً مهماً في استقلاب الطاقة بسبب كونه أنزيماً رئيساً في تركيب الدهون الثلاثية. دور DGAT التركيبي في نسيج دهني مثل الكبد والأمعاء، والمواقع التي تكون فيها مستويات نشاطها الداخلي وتركيب الدهون عالية نسبياً. أيضاً، قد تسبب أي تغييرات في مستويات النشاط تغيرات في الحساسية للأنسولين واستقرار الطاقة. 
مرض نادر يُدعى نقصد نازعة هدروجين أسيل كو أيه المتعدد(Multiple Acyl-CoA dehydrogenase deficiency(MADD)  هو اضطراب في استقلاب الحموض الدسمة. أسيل كو أيه مهم لأن هذا الأنزيم يساعد على صنع أسيل كو أيه من الحموض الدسمة الحرة وهذا ينشط استقلاب الحمض الدسم. تؤدي أكسدة الحمض الدسم المضطربة هذه إلى أعراض عديدة. يمكننا ملاحظة أعراض شديدة مثل اعتلال العضلة القلبية ومرض الكبد وأعراض خفيفة مثل قصور استقلاب عرضي وضعف عضلي وفشل تنفسي. هذا اضطراب وراثي ناجم عن طفرة في مورثات ETFA وETFB وETFDH. يُعرف MADD أنه «اضطراب جسدي متنحٍّ» إذ يجب أن يحصل الشخص على هذا الجين المتنحي من كلا الوالدين ليصاب بالمرض.